# Anno 1701
Anno 1701, denominato altresì A.D. 1701, è un videogioco con entrambi gli elementi di un Videogioco strategico in tempo reale e manageriale, sviluppato dalla società tedesca Sunflowers Interactive Entertainment Software. Il gioco ruota intorno alla costruzione e allo sviluppo di una colonia del XVIII secolo nel "Nuovo Mondo". Fa parte della serie di Anno, ed è stato preceduto da Anno 1602 e Anno 1503, e seguito da Anno 1404.

## Panoramica
Anno 1701, come gli altri quattro giochi Anno, è basato principalmente sugli aspetti economici dell'insediamento creato dal giocatore. Più esperto è il giocatore a mantenere un'economia equilibrata e più efficace sarà la sua composizione.

## Modalità di gioco
Analogamente in altri capitoli della serie di Anno, in Anno 1701 il giocatore è tenuto ad organizzare lo sviluppo sociale, bellico ed industriale di un insediamento industriale assegnatogli sin dall'inizio.
La popolazione è suddivisa in cinque classi sociali, ovvero i pionieri, i coloni, i cittadini, i commercianti e gli aristocratici. All'inizio del gioco, tutti gli abitanti appartengono alla Classe dei Pionieri. Essi pagano imposte fiscali generalmente ridotte, e richiedono esclusivamente la presenza di generi alimentari. In seguito ad aver soddisfatto le principali esigenze dei cittadini, è possibile incrementare il valore delle imposte fiscali. E inoltre fondamentale sviluppare rapidamente il proprio insediamento urbano al fine di raggiungere la Fase Commerciale.
È possibile intrattenere rapporti commerciali con i Regni vicini, oppure con culture straniere.
Sostanzialmente, Anno 1701 è quasi interamente incentrato sul commercio e l'economia, trascurando l'ambito concernente le strategie militari. Tuttavia, la grafica consente egregiamente di vedere i dettagli intricati del terreno o del mare durante le battaglie.

## Regni avversari
Oltre alle culture straniere ci sono anche i regni avversari, ovvero giocatori comandati dall'Intelligenza Artificiale. I regni amministreranno i propri domini proprio come fa il giocatore, ma ovviamente con tattiche diverse. Tra i vari regni e il giocatore c'è anche la diplomazia, con cui si può dichiarare guerre, stipulare accordi commerciali oppure formare alleanze. I personaggi che comandano i regni avversari si dividono in tre livelli di difficoltà: facile, medio e difficile indicati rispettivamente con una stellina, due stelline e tre stelline.

## Personaggi
| Nome                    | Difficoltà | Origine     |
| ----------------------- | ---------- | ----------- |
| Agatha Von Tielen       | Facile     | Germania    |
| Victor LeRoi            | Facile     | Francia     |
| Hanna Marell            | Facile     | Inghilterra |
| Carmen Marquez          | Medio      | Spagna      |
| Windfried Von Schallert | Medio      | Germania    |
| François Bataille       | Medio      | Francia     |
| Gustav Eichendorff      | Medio      | Germania    |
| Emilio Castelli         | Difficile  | Italia      |
| Principe Igor Yegorov   | Difficile  | Russia      |
| Madame Nadansky         | Difficile  | Ignota      |

## Culture straniere
Le culture straniere non sono come i rivali che iniziano da zero con solo il proprio magazzino, ma sono civiltà native dell'arcipelago con un'isola già urbanizzata. Non colonizzeranno altre isole, ma si potrà interagire con loro attraverso il commercio e la diplomazia. Sono amichevoli e saranno loro che proporranno al giocatore di creare un accordo commerciale. Gli accordi commerciali sono accordi che permettono di commerciare. Le culture straniere sono: gli irochesi, con capo Tetonka, gli aztechi, con capo Poxàcoatl, gli arabi, con capo Amin Sahir e i cinesi, con capo Liang Wu. Ci sono anche i pirati di Ramirez con il loro covo, che possono essere distrutti, ma solo con un esercito molto potente. Il libero commerciante, invece, con un porto situato su una piccola isola al centro della mappa, viaggia con la sua nave tra i porti delle isole abitate con l'unico obiettivo di commerciare. È molto utile quando manca una risorsa indispensabile perché la risorsa si può comprare da questo commerciante che ne porterà un po' al porto della propria isola. Infine c'è la regina, che finanzia la spedizione nell'arcipelago inviando nuove navi, soldati o somme di denaro. Si può diventare indipendenti dalla regina sconfiggendo la flotta reale, oppure pagandole dei tributi.